# Petrus Lundsteen
Petrus Danielsen Lundsteen (18. november 1803 i Helsingør – 29. august 1861) var en dansk præst og politiker.
Han var født i Helsingør, hvor hans fader Daniel Lundsteen var klejnsmed. Moderen hed Anne Christine Robber. Han blev student fra Helsingør 1820, var flere år huslærer, blev præst i Vorgod Sogn 1837 og fra 1849 i Ål Sogn. 1853 blev han valgt til landstingsmand for Varde, hvilket han var til 1855. 
29. september 1837 giftede han sig med Kristiane Marie Elisabeth Hansen, en datter af møller Hansen i Ørkels Mølle ved Svendborg, med hvem han havde 2 sønner, af hvilke 1 blev teologisk kandidat, 1 civilingeniør og desuden 5 døtre.